# Bossangoa
Bossangoa est une ville de République centrafricaine, chef-lieu de la préfecture de l'Ouham. Bossangoa est un mot de langue Gbaya qui signifie : cité des pierres dures.

## Géographie
Bossangoa est située à 305 km au nord de Bangui sur la route nationale RN1, axe Bangui-Tchad, elle se trouve sur les rives de la rivière Ouham. La commune de Bossangoa est entourée de 5 communes limitrophes.
| Ndoro-Mboli | Nana-Bakassa |        |
| Ouham-Bac   | Bossangoa    | Soumbé |
|             | Koro-Mpoko   |        |

## Histoire
- 1896, Le français Charles Perdrizet fonde le poste de Bossangoa,
- 1919, Bossangoa devient chef-lieu de la circonscription de l’Ouham dans la colonie française de l’Oubangui-Chari.
- En 1928, la Société textile africaine installe une usine d'égrenage, cette société cotonnière deviendra plus tard la Cotonaf[3].
- 16 octobre 1946, La région de l’Ouham est créée dans le territoire français de l’Oubangui-Chari. Bossangoa est chef-lieu d’un de ses districts.
- 9 février 1959, Par la bulle pontificale Qui Christo iubente, Bossangoa devient le siège d’une préfecture apostolique, dans le diocèse catholique de Berbérati[4].
- 23 janvier 1961, Bossangoa devient chef-lieu de la préfecture, et d’une sous-préfecture de l’Ouham en République centrafricaine[5].
- 16 janvier 1964, Par la bulle pontificale Gaudet Sancta, la préfecture apostolique de Bossangoa est érigée en diocèse catholique [6].
- 2013, Lors de la reprise de la guerre civile de septembre à décembre 2013 — et notamment lors de la bataille de Bossangoa entre le 5 et le 7 décembre —, la ville se trouve au centre des affrontements entre la coalition Séléka et les anti-balakas provoquant de nombreuses victimes (plusieurs dizaines)[7] et un flot de personnes (environ 30 000) fuyant la brousse et les combats pour trouver refuge auprès des camps de Médecins sans frontières établis sur le territoire de la commune[8]. À la mi-décembre des éléments panafricains de la MISCA tentent de s'interposer entre les deux communautés religieuses, non sans séries d'accrochages les 22 et 23 décembre entrainant des victimes dans les deux camps et chez les militaires congolais sous mandat de l'ONU[9].

## Administration
La sous-préfecture de Bossangoa est constituée de six communes : Benzambé, Bossangoa, Koro-Mpoko, Ndoro-Mboli, Ouham-Bac et Soumbé.

## Société
La cathédrale Saint Antoine de Padoue est le siège du diocèse catholique de Bossangoa fondé en 1964 par démembrement du diocèse de Berbérati. Il compte 14 paroisses et s'étend sur la préfecture de l'Ouham et le Nord de la Ouham-Pendé. La ville compte quatre paroisses catholiques : Saint Antoine de Padoue (fondée en 1943), Saints Pierre et Paul, Notre Dame de l'Ouham (fondée en 1957) et Saint Charles Lwanga. Deux communautés religieuses catholiques sont représentées dans la cité, les Sœurs de la Providence de Rouen et les Petites Sœurs du Cœur de Jésus.

## Santé
Chef-lieu de la région sanitaire n°3 du système de santé centrafricain, qui couvre les préfectures de l'Ouham et de l'Ouham-Pendé, la ville de Bossangoa est dotée de l'hôpital régional universitaire de Bossangoa (HRUB). La ville dispose de 4 centres de santé : ACABEF, Raoul Follereau, Pierre Djongobé et évangélique.

## Économie
Son petit aérodrome doté d'une piste de terre (code AITA : BSN) est accessible uniquement par des appareils légers.
La principale production agricole est le coton. Une usine de décorticage et de conditionnement de la fibre de coton y est installée

## Personnalités liées à la ville
- Abel Kouvouama, anthropologue français né à Bossangoa